# Caratê nos Jogos Pan-Americanos de 2007 - Mais de 80 kg masculino
A categoria acima de 80 kg foi a mais pesada em disputa nas competições do caratê nos Jogos Pan-Americanos de 2007, no Rio de Janeiro. A modalidade foi realizada no Complexo Esportivo Miécimo da Silva no dia 25 de julho com 8 caratecas.

## Medalhistas
| Ouro   | BRA Juarez Santos                  |
| Prata  | VEN Mario Toro                     |
| Bronze | DOM Juan Valdéz ECU Andrés Heredia |

## Resultados
Os oito caratecas participantes são divididos em dois grupos de quatro cada, onde todos enfrentam todos dentro dos grupos. Os dois caratecas com o maior número de pontos (vitória vale dois pontos, empate um e derrota zero) avançam para as semifinais lutando em cruzamento olímpico (primeiro de um grupo contra o segundo do outro). Os vencedores decidem a medalha de ouro na grande final.

### Primeira fase
| Grupo 1         | CON                | BRA | ECU | ARG | USA |
| Juarez Santos   | BRA Brasil         | —   | V-D | V-D | V-D |
| Andrés Heredia  | ECU Equador        | D-V | —   | E   | V-D |
| Leandro Monzón  | ARG Argentina      | D-V | E   | —   | V-D |
| Willian Finegan | USA Estados Unidos | D-V | D-V | D-V | —   |

| Pos. | L | V | E | D | Pts |
| ---- | - | - | - | - | --- |
| 1    | 3 | 3 | 0 | 0 | 6   |
| 2    | 3 | 1 | 1 | 1 | 3   |
| 3    | 3 | 1 | 1 | 1 | 3   |
| 4    | 3 | 0 | 0 | 3 | 0   |

| Grupo 2      | CON                      | VEN | DOM | URU | CUB |
| Mario Toro   | VEN Venezuela            | —   | E   | V-D | V-D |
| Juan Valdéz  | DOM República Dominicana | E   | —   | E   | V-D |
| Manuel Costa | URU Uruguai              | D-V | E   | —   | E   |
| Midiet Roque | CUB Cuba                 | D-V | D-V | E   | —   |

| Pos. | L | V | E | D | Pts |
| ---- | - | - | - | - | --- |
| 1    | 3 | 2 | 1 | 0 | 5   |
| 2    | 3 | 1 | 2 | 0 | 4   |
| 3    | 3 | 0 | 2 | 1 | 2   |
| 4    | 3 | 0 | 1 | 2 | 1   |

### Classificação 5º-8º lugar
|  | Classificação 5º-8º lugar | Classificação 5º-8º lugar |   |                    | 5º lugar         | 5º lugar |  |
|  |                           |                           |   |                    |                  |          |  |
|  |                           |                           |   |                    |                  |          |  |
|  | ARG Leandro Monzón        | 1                         |   |                    |                  |          |  |
|  | CUB Midiet Roque          | 3                         |   |                    |                  |          |  |
|  |                           |                           |   |                    |                  |          |  |
|  |                           |                           |   |                    |                  |          |  |
|  |                           |                           |   |                    | CUB Midiet Roque | w.o.     |  |
|  |                           | USA Willian Finegan       | - |                    |                  |          |  |
|  |                           |                           |   |                    |                  |          |  |
|  |                           |                           |   |                    |                  |          |  |
|  |                           |                           |   |                    | 7º lugar         |          |  |
|  |                           |                           |   |                    |                  |          |  |
|  | USA Willian Finegan       | 6                         |   | ARG Leandro Monzón | 3                |          |  |
|  | URU Manuel Costa          | 1                         |   |                    | URU Manuel Costa | 2        |  |

### Semifinal e Final
|  | Semifinal          | Semifinal      |   |  | Final             | Final |  |
|  |                    |                |   |  |                   |       |  |
|  |                    |                |   |  |                   |       |  |
|  | BRA Juarez Santos  | 3              |   |  |                   |       |  |
|  | DOM Juan Valdéz    | 2              |   |  |                   |       |  |
|  |                    |                |   |  |                   |       |  |
|  |                    |                |   |  |                   |       |  |
|  |                    |                |   |  | BRA Juarez Santos | 2     |  |
|  |                    | VEN Mario Toro | 0 |  |                   |       |  |
|  |                    |                |   |  |                   |       |  |
|  |                    |                |   |  |                   |       |  |
|  |                    |                |   |  |                   |       |  |
|  |                    |                |   |  |                   |       |  |
|  | ECU Andrés Heredia | 1              |   |  |                   |       |  |
|  | VEN Mario Toro     | 2              |   |  |                   |       |  |

## Classificação final
| Pos.              | Atleta              |
| ----------------- | ------------------- |
| Medalha de ouro   | BRA Juarez Santos   |
| Medalha de prata  | VEN Mario Toro      |
| Medalha de bronze | DOM Juan Valdéz     |
| Medalha de bronze | ECU Andrés Heredia  |
| 5                 | CUB Midiet Roque    |
| 6                 | USA Willian Finegan |
| 7                 | ARG Leandro Monzón  |
| 8                 | URU Manuel Costa    |